# Peugeot 407
Peugeot 407 — автомобиль французской компании Peugeot, входящей в концерн PSA Peugeot Citroën. Модель 407 была представлена в апреле 2004 года в качестве замены Peugeot 406, а в апреле 2011 года была заменена Peugeot 508.
Peugeot 407 выпускался в кузовах седан, купе и универсал (SW).

## История

### Peugeot 407 Elixir
Ещё до появления модели 407 инженерами и дизайнерами Peugeot был разработан концепт-кар 407 Elixir — оригинальный прототип с инновациями в дизайне, который показал, как будут выглядеть будущие модели Peugeot. Концепт-кар выделялся динамичным и элегантным дизайном кузова и салона.
407 Elixir имел множество современных опций: кожаный салон, двухзонный климат-контроль, борткомпьютер со спутниковой навигацией и 7-дюймовым цветным дисплеем, девятью подушками безопасности, модернизированной ESP и т.д.
Прототип 407 Elixir получил новый 6-цилиндровый дизельный двигатель Hdi с новым сажевым фильтром. Его максимальная мощность составила 148 кВ / 200 л.с. В паре с двигателем работала автоматическая коробка передач Tiptronic. 
Несмотря на то что Peugeot 407 Elixir не был запущен в серийное производство, его дизайн и техническая оснастка были перенесены на серийный Peugeot 407.

### Запуск в производство
Впервые Peugeot 407 в кузове седан был представлен публике на Женевском автосалоне в марте 2004 года. Новинка стала логичным продолжением серии и преемником Peugeot 406, к этому моменту снятому с производства. В основе модели 407 была заложена современная модульная платформа PF3, разработанная концерном PSA для автомобилей D и Е классов. Сразу после начала продаж Peugeot 407 привлёк внимание покупателей своим стремительным дизайном с большой радиаторной решёткой и вытянутыми назад фарами. Однако некоторые покупатели отмечали недостаточный обзор со стороны водителя из-за крупных стоек и большого капота. 
Продажи универсала Peugeot 407 SW стартовали на 4 месяца позднее седана. При сложенных задних сидениях объём багажного отсека из 448 литров возрастает до 1500 литров. Также отличительной особенностью универсалов является панорамная крыша.

Peugeot 407 coupe появилось в 2006 году.

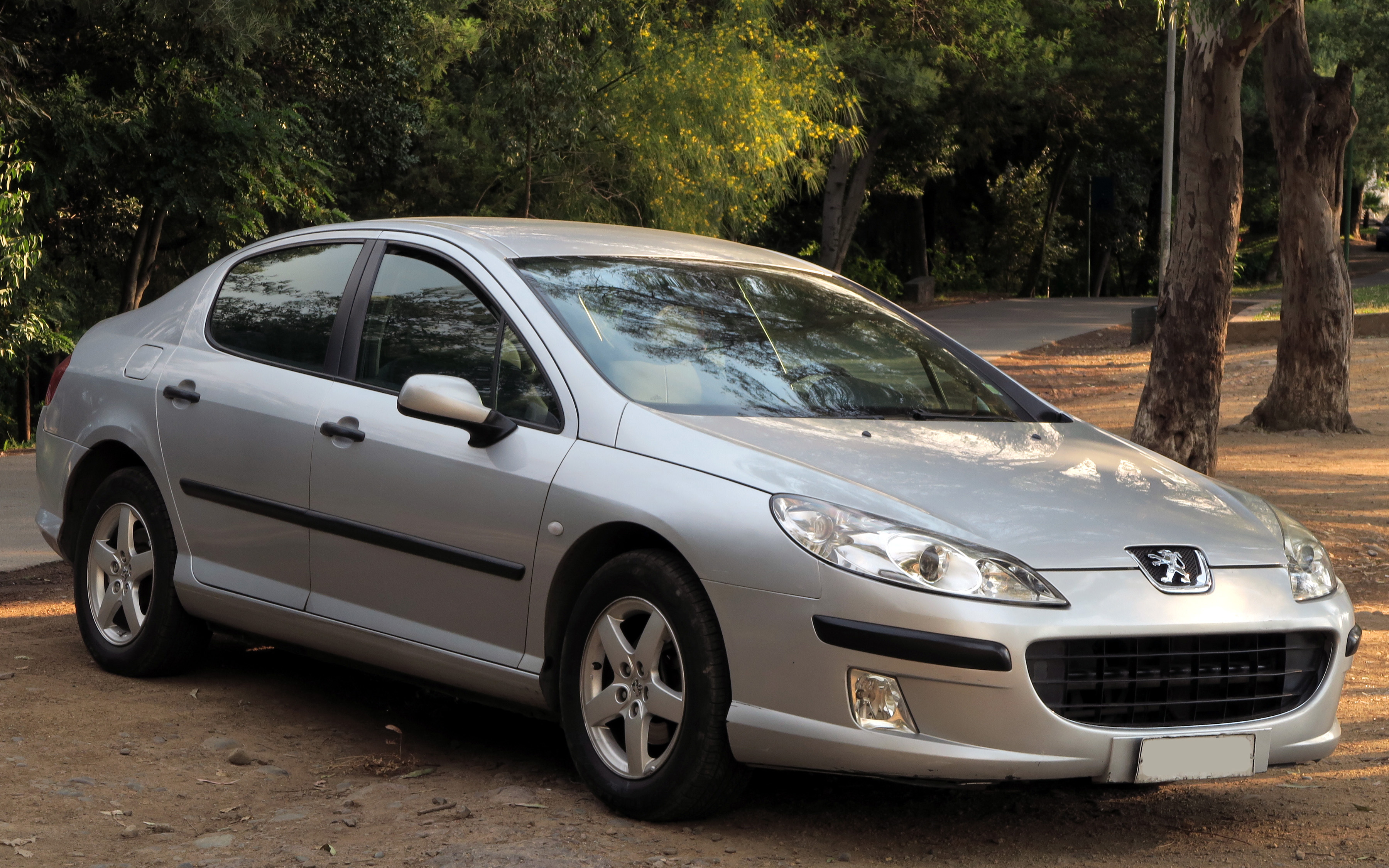
Седан Peugeot 407 (2004—2008)
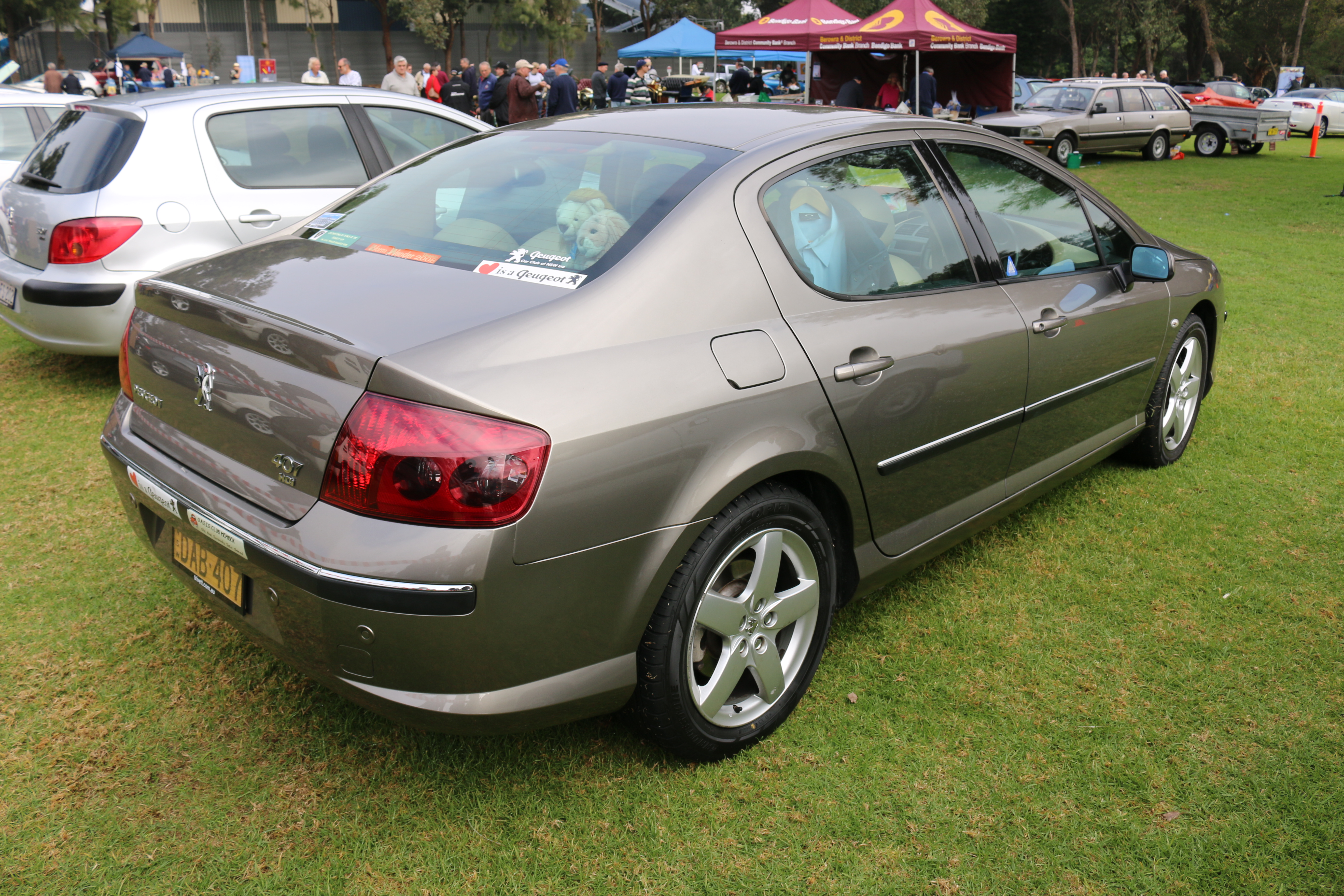
Вид сзади
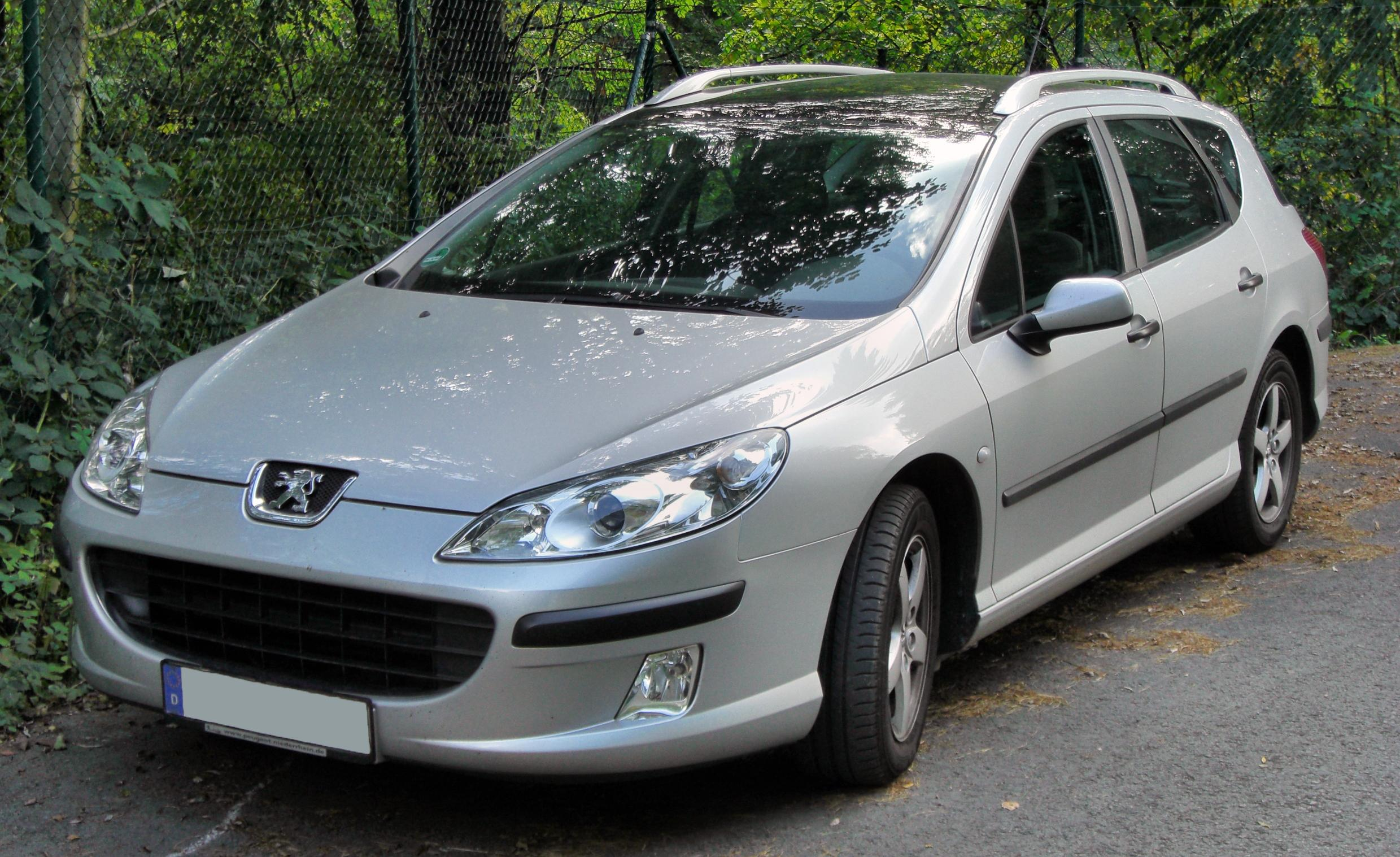
Peugeot 407 SW (2004—2008)
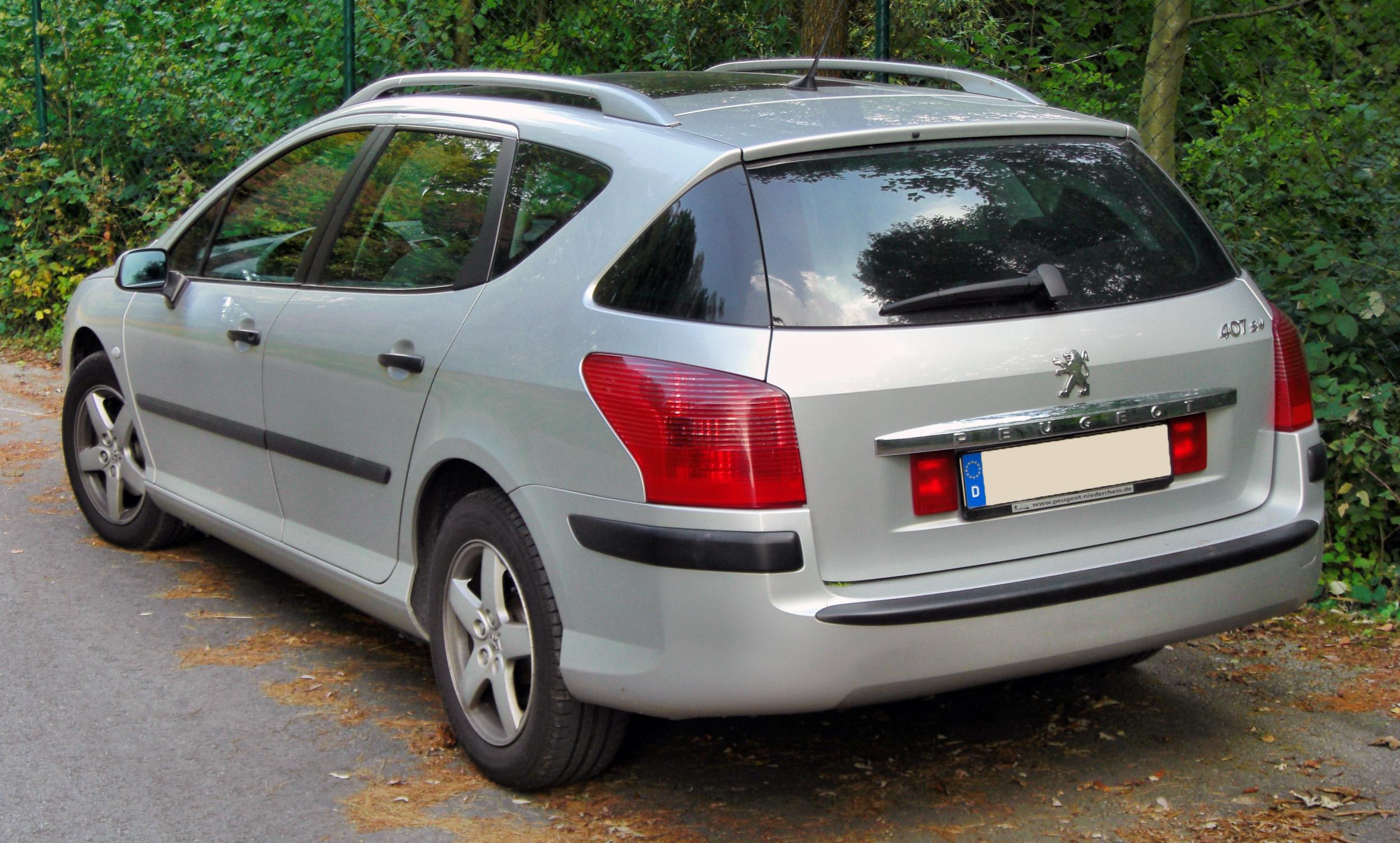
Вид сзади
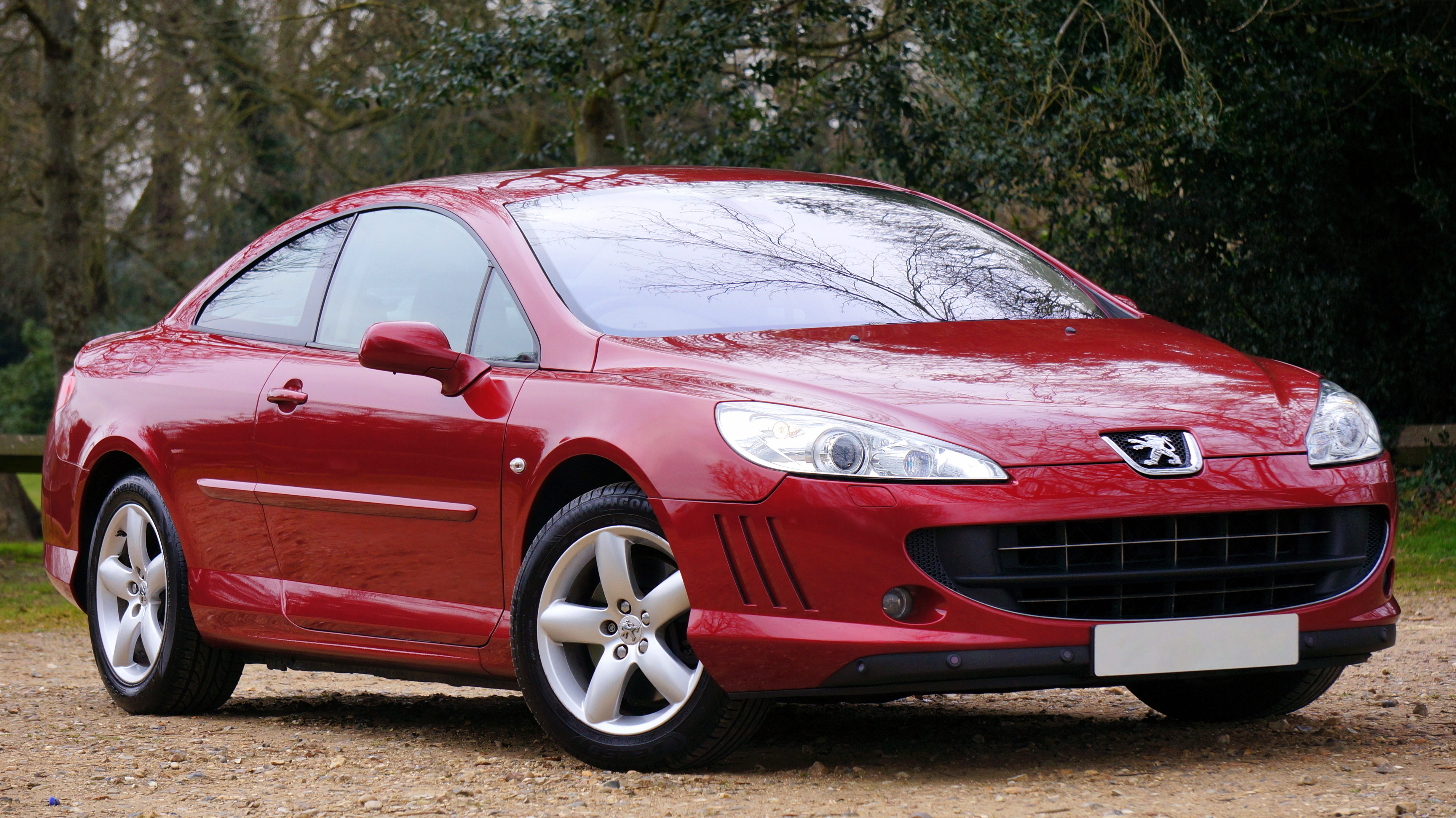
Купе Peugeot 407 (2004—2008)
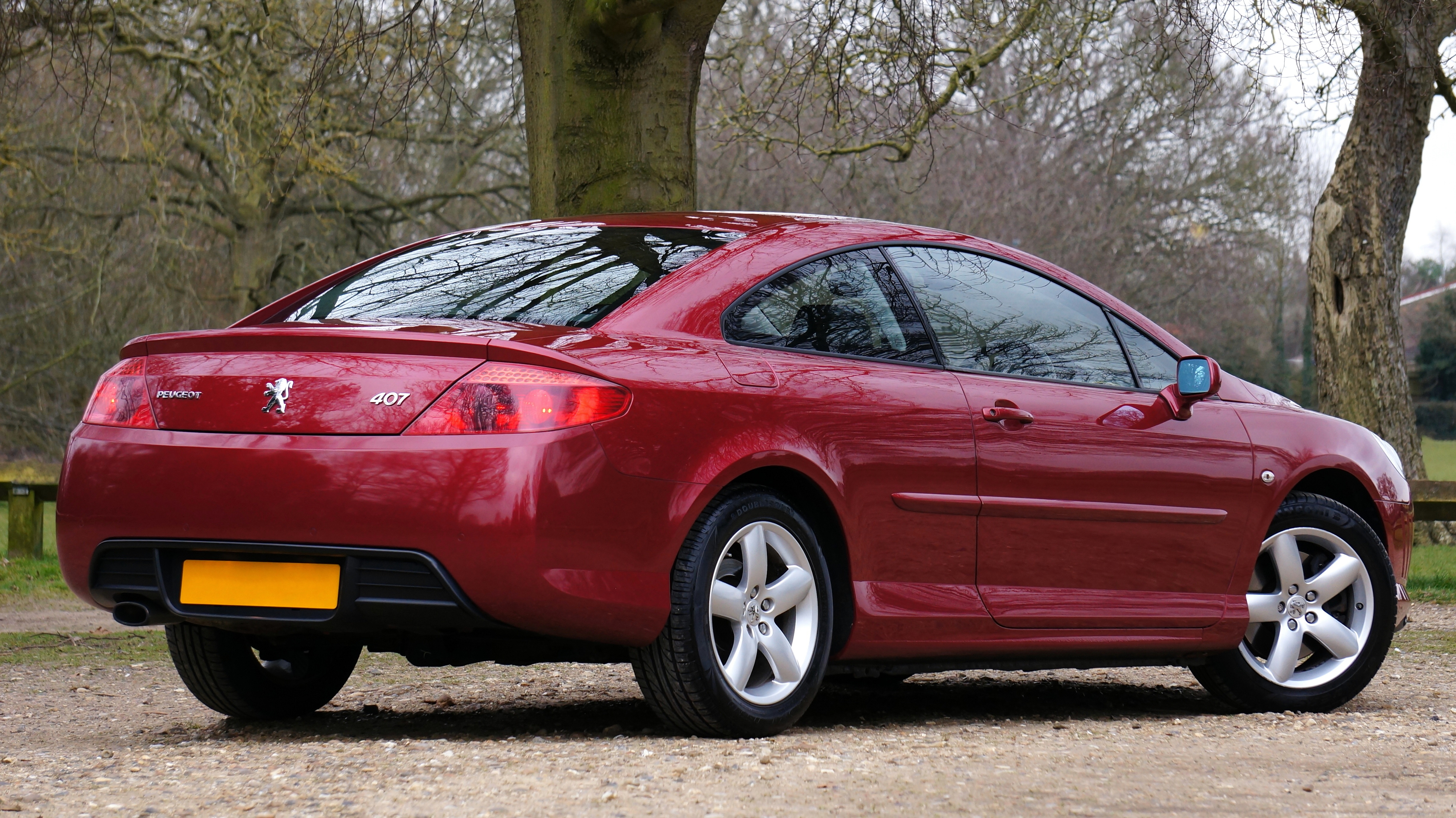
Вид сзади

Автомобиль оснащался как бензиновыми (объёмом от 1,8 до 3,0 литров), так и дизельными (объёмом от 1,6 до 3 литров) двигателями. Получил революционный стремительный дизайн с большой радиаторной решёткой и зализанными назад фарами. Продажи модели в кузове универсал стартовали на 4 месяца позднее седана, а Peugeot 407 coupe появилось в 2006 году.
В зависимости от комплектации автомобили Peugeot 407 оснащались широким спектром дополнительного оборудования: двух-зонный климат-контроль, 11 подушек безопасности, цветной 7-дюймовый многофункциональный дисплей с навигационной системой (Magneti Marelli RT3, Magneti Marelli RT4, Magneti Marelli RT5, Harman/Becker RNEG MyWay), электрические сидения и руль с памятью, электронная подвеска, адаптивный электро-гидроусилитель руля, электронные системы ABS, ESP, люк, система помощи парковки, ксеноновые адаптивные фары, датчики света, дождя, система мониторинга давления в шинах, кожаная отделка салона, аудиосистема JBL с штатным усилителем, сабвуфером и CD-проигрыватель, круиз-контроль, 17-19-дюймовые алюминиевые диски, складывающиеся электрические зеркала с памятью настроек для езды на задней передаче, телефон, автоматическое включение аварийной сигнализации при экстренном торможении, подруливающая задняя подвеска, солнцезащитные шторки на заднем и боковых стёклах.

### Рестайлинг (2008—2011)

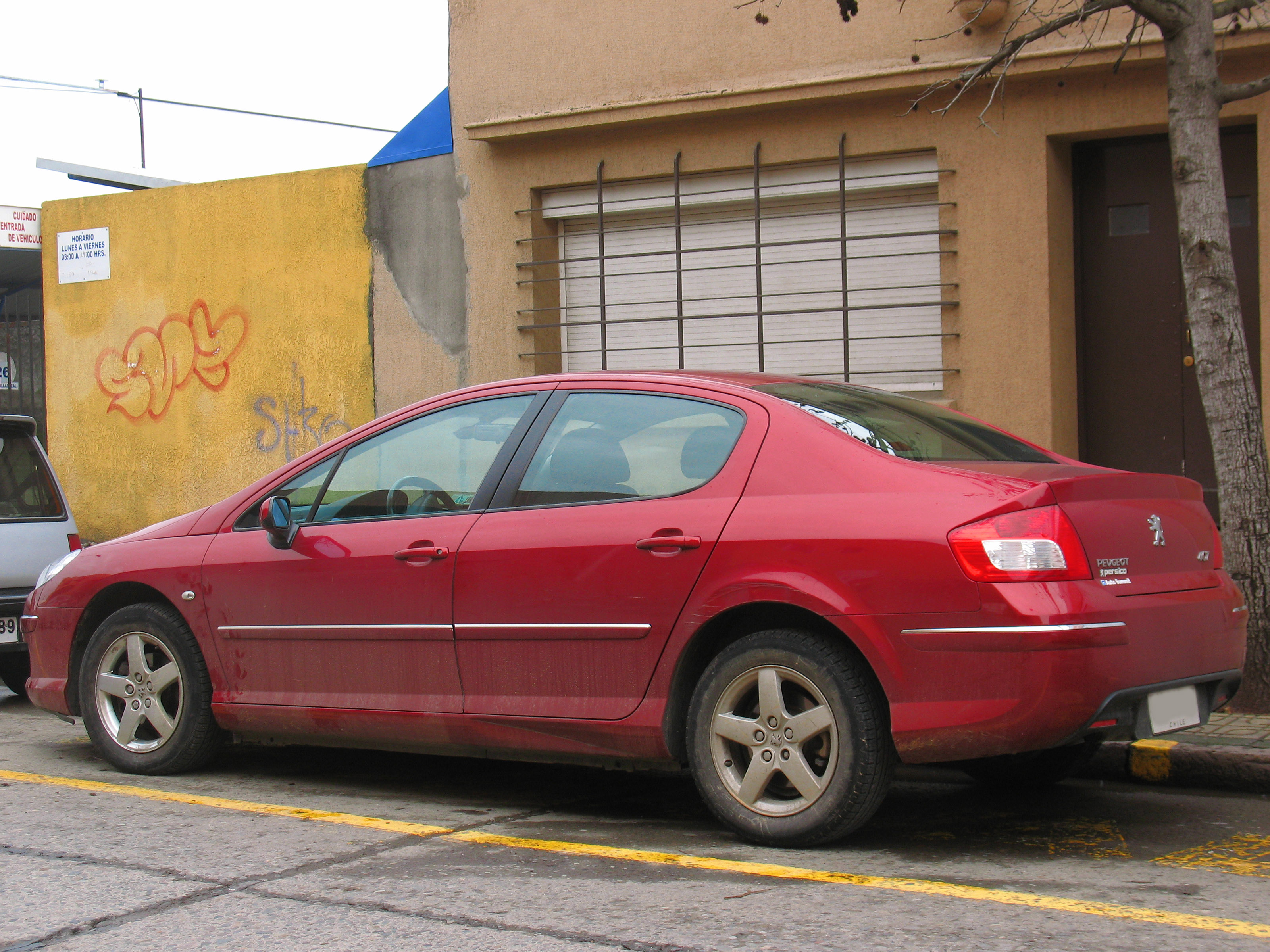
Peugeot 407 (2008—2011)

В июле 2008 года Peugeot 407 претерпел рестайлинг: задний бампер с нижней накладкой под номерной знак (унифицированный с 407 купе), а также новый дизайн задних фонарей со светодиодами. На передней панели меняется только передняя решетка радиатора с увеличением цветовой гаммы. В интерьере появилась чёрная лакированная центральная консоль. Новая навигационная система Wip Nav, оснащённая Bluetooth, входит в стандартную комплектацию, начиная с комплектации Premium.
В марте 2009 года из предлагаемых двигателей были убраны бензиновые 3,0 л. (211 л.с.) и 2,2 л. (163 л.с.). Устанавливаемый только на купе дизель 2,7 HDi (204 л.с.) был заменён модернизированным 3,0 HDi V6 (241 л.с.), который был разработан совместно с Ford. Этот двигатель на купе мог предлагаться с механической коробкой передач, в то время как седан с этим двигателем, начиная с 2009 года, комплектовался исключительно автоматической коробкой передач.
В 2011 году 407-я модель сменилась на конвейере новой моделью — Peugeot 508. Также Peugeot 508 является заменой для Peugeot 607 

## Безопасность
По результатам испытаний EuroNCAP Peugeot 407 получил высшую оценку по безопасности водителя и взрослых пассажиров — 5 звёзд.
| Euro NCAP                                                    | Euro NCAP | Euro NCAP | Euro NCAP |
| ------------------------------------------------------------ | --------- | --------- | --------- |
| Рейтинги                                                     | Пассажир  |           | 34        |
| Рейтинги                                                     | Ребёнок   |           | 39        |
| Рейтинги                                                     | Пешеход   |           | 15        |
| Протестированная модель: Peugeot 407 2.0 Comfort, LHD (2006) |           |           |           |

## Двигатели
| модель     | двигатель- type | Количество цилиндров / клапанов | рабочий объём | Мощность | Крутящий момент | Года выпуска |
| ---------- | --------------- | ------------------------------- | ------------- | -------- | --------------- | ------------ |
| Бензиновый |                 |                                 |               |          |                 |              |
| 1.8i 16V   | EW7 (6FZ)       | 4 / 16                          | 1749          | 116      | 163             | 2004—2005    |
| 1.8i 16V   | EW7 (6FY)       | 4 / 16                          | 1749          | 125      | 170             | 2005—        |
| 2.0i 16V   | EW10 (RFN)      | 4 / 16                          | 1997          | 136      | 190             | 2004—2005    |
| 2.0i 16V   | EW10 (RFJ)      | 4 / 16                          | 1997          | 140      | 200             | 2005—        |
| 2.2i 16V   | EW12 (3FZ)      | 4 / 16                          | 2230          | 158      | 217             | 2004—2005    |
| 2.2i 16V   | EW12 (3FY)      | 4 / 16                          | 2230          | 163      | 220             | 2005-        |
| 3.0i V6    | ES9 (XFV)       | 6 / 24                          | 2946          | 211      | 290             | 2004-2008    |
| Дизельный  |                 |                                 |               |          |                 |              |
| 1.6 HDi    | DV6 HDi (9HZ)   | 4 / 16                          | 1560          | 110      | 240             | 2004-        |
| 2.0 HDi    | DW10 HDi (RHL)  | 4 / 16                          | 1997          | 126      | 320             | 2004-        |
| 2.0 HDi    | DW10 HDi (RHR)  | 4 / 16                          | 1997          | 136      | 320             | 2004-        |
| 2.2 HDi    | DW12 (4HT)      | 4 / 16                          | 2179          | 170      | 370             | 2006-        |
| 2.7 HDi    | DT17 (UHZ)      | 6 / 24                          | 2720          | 204      | 440             | 2006-        |
| 3.0 HDi    | DT17 (UHZ)      | 6 / 24                          | 2995          | 240      | 440             | 2006-        |